# Hundshaupten (Egloffstein)
Hundshaupten ist ein Gemeindeteil des Marktes Egloffstein im Landkreis Forchheim (Oberfranken, Bayern).

## Geografie
Das im Südwesten der Wiesentalb gelegene Dorf ist ein Gemeindeteil des in Oberfranken gelegenen Marktes Egloffstein. Es befindet sich etwa vier Kilometer nordwestlich von Egloffstein und liegt auf einer Höhe von 459 m ü. NHN. Hundshaupten liegt auf einem zur Nördlichen Frankenalb gehörenden Hochplateau, das im Nordosten von der Trubach und im Südwesten vom Oberlauf der Schwabach begrenzt wird.

## Geschichte
Bis zum Beginn des 19. Jahrhunderts hatte Hundshaupten der Herrschaft reichsunmittelbarer Adeliger unterstanden, die sich in dem zum Fränkischen Ritterkreis gehörenden Ritterkanton Gebürg organisiert hatten. Der Ort bildete dabei den Verwaltungssitz des Rittergutes Hundshaupten, das sich im Besitz der Adelsfamilie der von Pölnitz befand. Als die reichsritterschaftlichen Territorien im Bereich der Fränkischen Schweiz 1805 mediatisiert wurden, wurde das Dorf unter Bruch der Reichsverfassung vom Kurfürstentum Pfalz-Baiern annektiert. Mit dieser gewaltsamen Inbesitznahme wurde schließlich auch Hundshaupten zum Bestandteil der während der Napoleonischen Flurbereinigung in Besitz genommenen neubayerischen Gebiete, was erst im Juli 1806 mit der Rheinischen Bundesakte nachträglich legalisiert wurde.
Durch die zu Beginn des 19. Jahrhunderts im Königreich Bayern durchgeführten Verwaltungsreformen wurde Hundshaupten mit dem zweiten Gemeindeedikt 1818 eine Ruralgemeinde, zu der das Dorf Hundsboden gehörte. Im Zuge der Gebietsreform in Bayern wurde die gesamte Gemeinde Hundshaupten am 1. Mai 1978 in den Markt Egloffstein eingegliedert.

## Verkehr
Die Anbindung an das öffentliche Straßennetz wird hauptsächlich durch die Kreisstraße FO 21 hergestellt, die aus dem Nordwesten von Hetzelsdorf her kommend, nach Durchlaufen des Ortes in südsüdwestlicher Richtung nach Hundsboden weiterführt. Außerdem zweigt von dieser in der Ortsmitte noch die hier beginnende Kreisstraße FO 6 ab, die zu dem etwa eineinhalb Kilometer ostnordöstlich gelegenem Nachbarort Oberzaunsbach hinabführt, der bereits im Talgrund der Trubach liegt. Auf der Ostseite dieser Straße befindet sich der Eingangsbereich zum Wildpark Hundshaupten, der südöstlich davon in einem tiefen Taleinschnitt liegt.

## Baudenkmäler

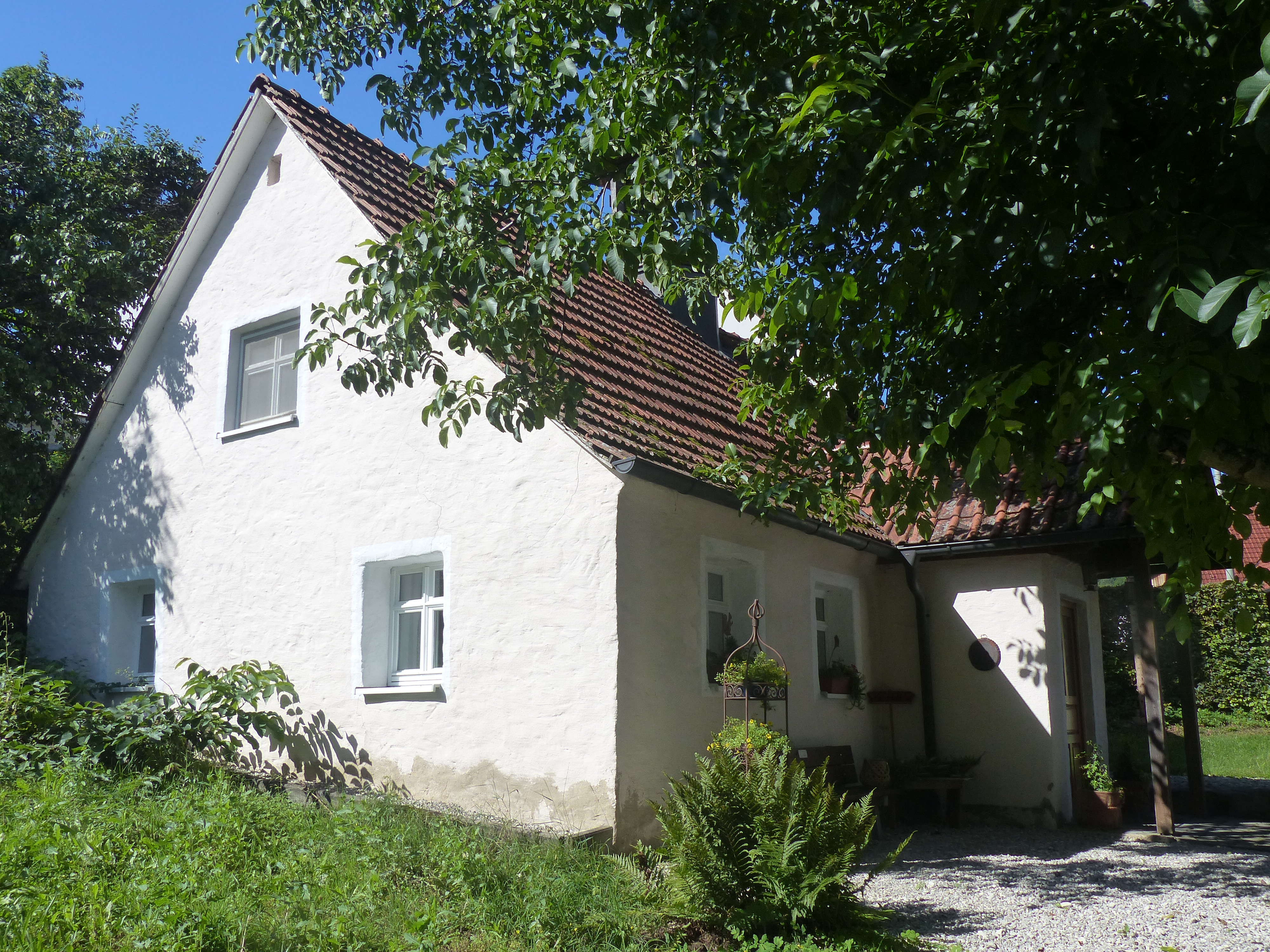
Das ehemalige Gemeindehaus

In Hundshaupten gibt es zwei denkmalgeschützte Bauwerke, nämlich das ehemalige Gemeindehaus und das auf einem Bergsporn am östlichen Ortsrand gelegene Schloss Hundshaupten.

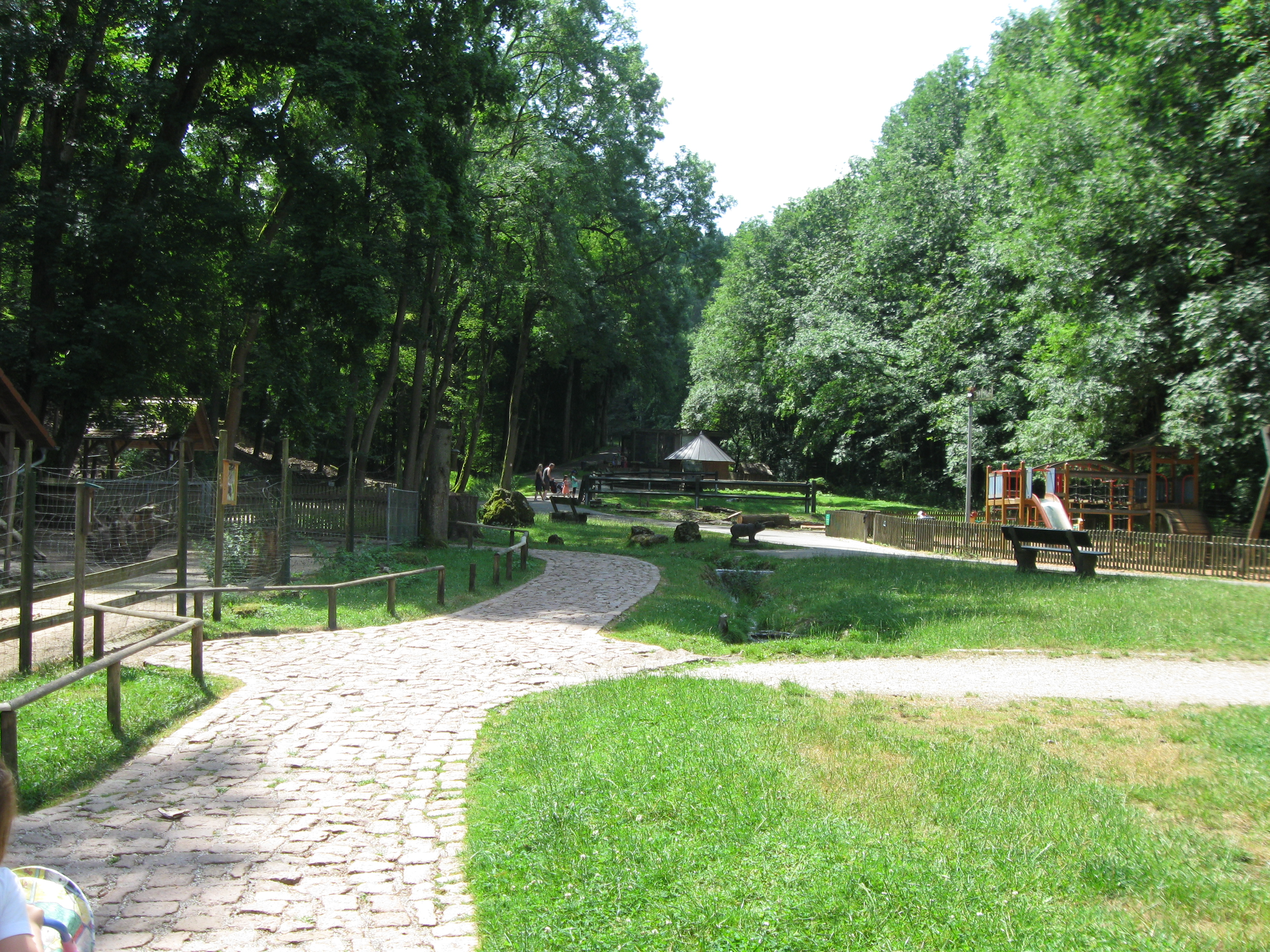
Der Wildpark Hundshaupten

Unmittelbar östlich des Ortes befindet sich der in einem Taleinschnitt gelegene Wildpark Hundshaupten.